# Dorymyrmex pogonius
Dorymyrmex pogonius é uma espécie de formiga do gênero Dorymyrmex.